# Чан'юань
Чан'юань (кит. спр. 长垣市, піньїнь: Chángyuán Shì) — місто-повіт у центральнокитайській провінції Хенань, складова міста Сіньсян.

## Географія
Чан'юань лежить на висоті близько 67 метрів над рівнем моря на річці Хуанхе.

### Клімат
Місто знаходиться у зоні, котра характеризується вологим субтропічним кліматом. Найтепліший місяць — липень із середньою температурою 27,1 °C. Найхолодніший місяць — січень, із середньою температурою -0,5 °С.
| Клімат Чан'юаня         | Клімат Чан'юаня | Клімат Чан'юаня | Клімат Чан'юаня | Клімат Чан'юаня | Клімат Чан'юаня | Клімат Чан'юаня | Клімат Чан'юаня | Клімат Чан'юаня | Клімат Чан'юаня | Клімат Чан'юаня | Клімат Чан'юаня | Клімат Чан'юаня | Клімат Чан'юаня |
| Показник                | Січ.            | Лют.            | Бер.            | Квіт.           | Трав.           | Черв.           | Лип.            | Серп.           | Вер.            | Жовт.           | Лист.           | Груд.           | Рік             |
| Середній максимум, °C   | 4,7             | 8,5             | 14,1            | 21,3            | 26,7            | 31,8            | 31,7            | 30,4            | 26,7            | 21,5            | 13,4            | 6,6             | 19,8            |
| Середня температура, °C | −0,5            | 2,9             | 8,2             | 15,2            | 20,7            | 25,8            | 27,1            | 25,7            | 21,2            | 15,4            | 7,6             | 1,5             | 14,2            |
| Середній мінімум, °C    | −4,4            | −1,5            | 3,5             | 9,9             | 15,3            | 20,5            | 23,2            | 22              | 16,9            | 10,8            | 3,2             | −2,4            | 9,8             |
| Норма опадів, мм        | 7.1             | 9.6             | 23.2            | 26.4            | 59.3            | 63.3            | 161             | 129.3           | 66.2            | 32.6            | 20.2            | 7.9             | 606.1           |
| Вологість повітря, %    | 64              | 62              | 62              | 65              | 68              | 64              | 79              | 82              | 76              | 70              | 69              | 66              | 68.9            |
| ----------------------- | --------------- | --------------- | --------------- | --------------- | --------------- | --------------- | --------------- | --------------- | --------------- | --------------- | --------------- | --------------- | --------------- |
| Джерело: data.cma.cn    |                 |                 |                 |                 |                 |                 |                 |                 |                 |                 |                 |                 |                 |